# Убийство Киана Пирфалака

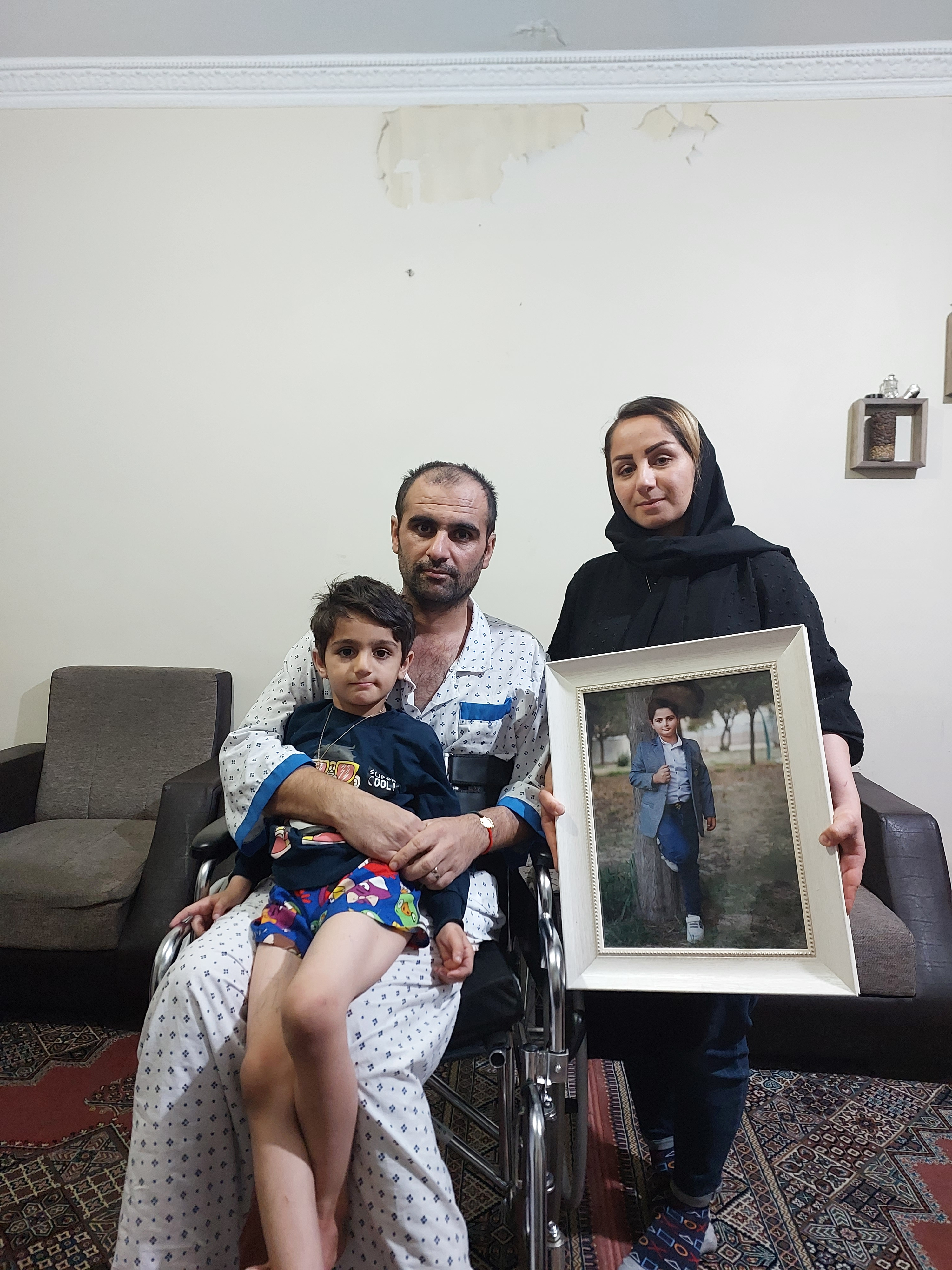
Семья Пирфалака в 2023 году

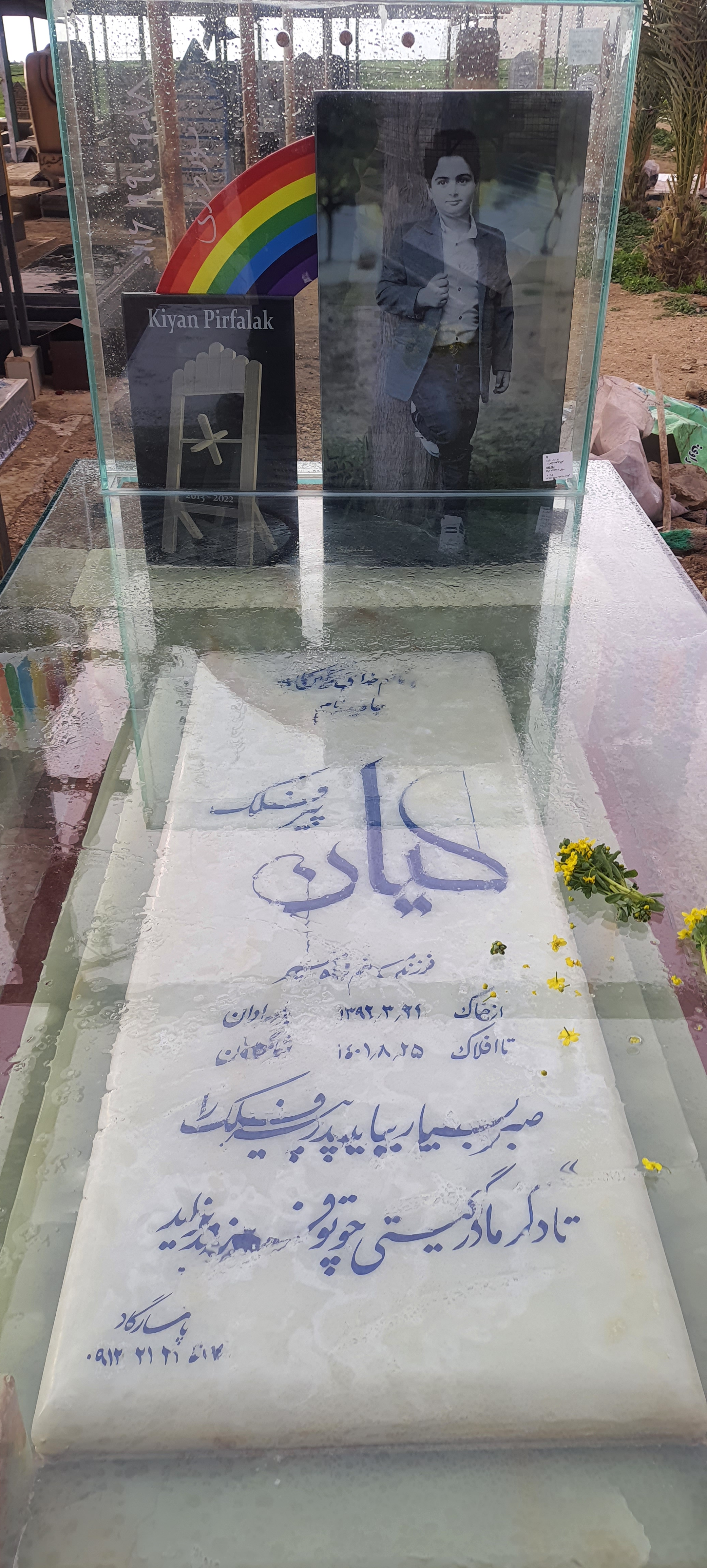
Могила Киана Пирфалака

Киан Пирфалак (перс. کیان پیرفلک‎; 11 июня 2013 — 16 ноября 2022) — иранский ребёнок, убитый во время нападения на рынок Изе в результате обстрела иранскими правительственными силами безопасности, когда он сидел в машине своих родителей. Его отец Мейсам Пирфалак также был тяжело ранен в результате нападения и был госпитализирован. Его мать и другие члены семьи, ставшие свидетелями инцидента, возлагают вину за нападение на иранские силы безопасности. Провластные информационные агентства Исламской Республики, в том числе ИРНА, обвинили в его смерти террористов, распространив заявление, приписываемое ИГ, в котором утверждается, что группировка взяла на себя ответственность за смертельную стрельбу, в результате которой он погиб. Однако BBC Monitoring расследовала это заявление и пришла к выводу, что оно оказалось очередным фейком властей Ирана.
Смерть Киана Пирфалака вызвала общенациональное возмущение против иранского религиозного правительства и применения им смертоносной силы против протестующих. Его считают самой молодой известной жертвой во время подавления иранским религиозным правительством протестов Махсы Амини.

## История
Киан Пирфалак был застрелен 15 ноября 2022 года в городе Изе. Во время этого инцидента погибло семь человек, в том числе двое подростков, Артин Рахмани и Сепер Магсуди (который был убит пулей в голову).
Информационное агентство Исламской Республики, информационное агентство «Фарс» и другие иранские новостные агентства возложили ответственность за нападение на террористов, а не на силы безопасности государства, приписывая убийства Исламскому государству.
Родственник Пирфалака сообщил Радио Фарда, что силовики открыли огонь по машине, в которой сидел Пирфалак. Пуля прошла через лёгкое Пирфалака. Его отец также был серьёзно ранен и позже был госпитализирован. Его мать, Зейнаб Мулай, находившаяся на месте событий, отрицает версию событий, представленную правительством, и утверждает, что её сын был убит силами безопасности.

## Похороны
Семья поместила тело Пирфалака на лёд, отказавшись хранить его в морге. Это произошло из-за опасений, что силы безопасности украдут тело ребёнка, как это уже случалось во многих других случаях. Сотни людей собрались на похоронах Пирфалака и скандировали антиправительственные лозунги в знак протеста против его смерти.
«Послушайте от меня, как произошла стрельба, чтобы они не могли сказать, что это сделали террористы, потому что они лгут», — сказала мать Пирфалака Зейнаб Молайе скорбящим на его похоронах. Во время церемонии мать Пирфалака раскритиковала Верховного лидера Исламской Республики Али Хаменеи в стихотворении, которое гласило: «Как поживает господин Сейед Али [Хаменеи]? У него длинная борода, доходящая до груди! Грудь, полная ненависти — его сердце подобно камню — все, что он говорит, — ерунда!».

## Общественный резонанс
Убийство Киана Пирфалака вызвало рост общенациональных протестов и международную поддержку. После похорон Киана Пирфалака 17 ноября 2022 года был подожжён дом, где прошло детство аятоллы Рухоллы Хомейни; который используется как памятный музей и расположен в городе Хомейн. В ходе протестов на факультете психологии и педагогических наук Тегеранского университета были продемонстрированы фотографии Киана Пирфалака.
Через несколько дней после смерти Киана Пирфалака ЮНИСЕФ опубликовал заявление, осуждающее смерть и задержание детей после протестов 2022 года в Иране.
В сети распространилось вирусное видео, на котором молодой Киан Пирфалак тестирует свою самодельную лодку, и говорит: «Во имя Бога радуги». (Стихотворение Махмуда Пурохаба, которое включено в персидский учебник начальной школы для 3-го класса). В результате на многих мемориалах Киана Пирфалака упоминается Бог радуги.
Пуя Молаейрад, 18-летний подросток родственник матери Киана Пирфалака, был застрелен иранскими агентами безопасности 11 июня 2023 года во время поминальной службы по Киану. Очевидцы и видео, опубликованные в социальных сетях, показывают, что Пуя Молаейрад был застрелен на месте захоронения Пирфалака в деревне Парчестан, Изех, при усиленном присутствии сил безопасности. Иранские официальные лица заявили, что Пуя Молаейрад якобы напал и его убили в целях самообороны, но семья и пользователи социальных сетей назвали эти версию недостоверной.